# World of the Dead: The Zombie Diaries 2
World of the Dead: The Zombie Diaries 2 es una película de terror británica de 2011escrita por Kevin Gates, dirigida por Michael Bartlett y Gates y producida por Rob Weston. La película está protagonizada por Alix Wilton Regan, Philip Brodie y Vicky Aracio. La película es una secuela de The Zombie Diaries.
La película recibió un lanzamiento de cine limitado en el Reino Unido seguido de un DVD lanzado el 27 de junio. La película se estrenó en los cines estadounidenses el 2 de septiembre de 2011.

## Argumento
Una familia está celebrando el cumpleaños de su hija durante el apocalipsis, manteniendo la ilusión de que las cosas siguen siendo normales a pesar de que su única fuente de luz es una videocámara y velas de cumpleaños. Sin embargo, está claro que apenas han sobrevivido mientras los zombis los abruman.
El metraje del "cumpleaños" está archivado por un fotógrafo militar, Jones, que documenta los esfuerzos de su equipo para sobrevivir al ataque de zombis en un complejo remoto junto a la playa. Allí, acogen a los sobrevivientes, tanto infectados como no, incluido el único sobreviviente del equipo de filmación original de la última película, Leeann (ahora interpretada por Alix Wilton Regan). Juntos, junto con un oficial médico, el equipo intenta resistir el mayor tiempo posible. Las cosas empeoran cuando los zombis irrumpen y invaden las instalaciones. Solo Leeann, Jones y un puñado de soldados logran salir con vida, obligados a dejar atrás a uno de los suyos.
Los sobrevivientes encuentran el camino a una cabaña remota donde intentan pasar la noche cuando comienza a nevar. Sin embargo, la población de zombis ha crecido demasiado para que cualquier lugar sea seguro y una vez más se ven obligados a huir. Con su transporte incapacitado, hacen un viaje peligroso a través del brutal aire libre por la noche.
Al día siguiente, los sobrevivientes continúan buscando cualquier tipo de santuario. Mientras caminan por el bosque, descubren trampas explosivas y los macabros restos de zombis enviados. Suponiendo que se trata de bandidos humanos, evitan con cuidado numerosas trampas, hasta que se encuentran con el escondite enemigo. Es aquí donde descubren a los verdaderos enemigos de los vivos, un bastión de renegados psicópatas liderados por el notorio Goke (Russell Jones). Endurecido por los elementos, Goke es una vez más ayudado por su compañero Manny y varios otros humanos, a quienes lidera sin discriminación.
Dos de los soldados, Jones y Carter, presencian en secreto cómo los hombres de Goke agreden sexualmente a una mujer infectada, hasta que el líder sale y le dispara en la cabeza antes de castigarlos. Jones y Carter regresan con los demás para informarles de la situación antes de volver a caer en el bosque. Leeann, en este momento, aún no había visto a sus torturadores pasados, pero reconoce el lugar sombrío en el que se encontraba antes del estreno de la película.
A lo largo del día, los soldados y Leeann usan tácticas cuerpo a cuerpo contra los muertos vivientes para evitar que los bandidos sepan su ubicación. Continúan esto hasta la noche mientras acampan, cada sobreviviente divulgando su vida personal, ya que ahora está claro que sí hay esperanza... un barco que se prepara para partir. Su discusión se interrumpe cuando escuchan los sonidos de alguien cerca y descubren que los bandidos los están buscando. La tragedia golpea cuando descubren a Leeann y se reúnen con Goke y Manny. Sin interés en violarla nuevamente, Goke promete que tendrá un destino especial. Los soldados, escondidos, atacan a la pandilla y rescatan a Leeann. En el tiroteo, los zombis abruman a ambos lados, ya que, lamentablemente, Carter recibe un disparo y luego es devorado.
Cuando Leeann y los soldados se ven obligados una vez más a permanecer en la noche, se encuentran en un cementerio mientras los bandidos despachan a los muertos vivientes. Mientras otro amanecer vuelve a dar luz a los sobrevivientes, lamentablemente son capturados después de un tiroteo devastador que deja a las últimas mujeres soldados, Kayne (Vicky Araico), heridas. El destino vuelve a ser cruel con Leeann, ya que ella y sus compañeros cautivos se encuentran una vez más en el mismo granero del que los militares la rescataron.
Goke, Manny y su equipo someten y atan a los sobrevivientes, mantienen a Kayne separada y toman el control de la cámara de Jones. Goke pone su mirada malvada en torturarlos, y un seguidor con discapacidad mental llamado Billy golpea al líder del equipo. Leeann incluso llega a llamar a Goke por su nombre, rogándole que se detenga. No lo hace, lo que permite que Billy asalte violentamente al líder.
Goke y Billy entran en la habitación contigua y encuentran a Manny torturando a Kayne herido. luego preparan a Billy para la "iniciación", violándola. Vacilante en todo momento, Billy se ve obligado físicamente a agredir sexualmente y apuñalar a la mujer hasta la muerte. Antes de que Goke pueda violar su cadáver, se escuchan disparos en la habitación de al lado. Los tres vuelven a entrar en la sala de espera del granero para encontrar que todos los sobrevivientes todavía están atados y uno de sus hombres asesinado a tiros, una víctima de Nicholson, el soldado abandonado al comienzo de la película que había estado siguiendo a sus camaradas todo el tiempo. a lo largo de. A otro psicópata, Curtis, le cortan la garganta y le disparan a Manny. Goke logra huir afuera y después de un breve tiroteo, escapa.
Habiendo sido liberada por Nicholson, Leeann supervisa a un Manny herido que se burla de ella antes de encontrar un final sangriento con la escopeta de la joven.
Después del entierro y el duelo por Kayne, el líder de los soldados, Maddox, es interrogado por otros que descubren la verdad sobre el destino del Reino Unido. Se ordenó un bombardeo a gran escala para la mañana siguiente. Con sus esperanzas puestas en los botes, Maddox lleva a Jones, Leeann y Nicholson a un búnker cercano donde se sabía que estaba el último refugio militar conocido. Los soldados del búnker están todos muertos, dejando a los supervivientes en estado de pánico. Maddox, a punto de perder toda esperanza, sale corriendo para encontrar dónde los soldados habían dejado marcadores para los barcos que nunca llegaron. Insistiendo en esperar, a pesar de los sonidos de los aviones en lo alto, se queda atrás mientras los demás se involucran en un combate contra un ejército de zombis.
Mientras Jonesy, Nicholson y Leeann todavía están en el búnker, los zombis los rodean. Nicholson les ordena que peleen, pero Jonesy está demasiado asustado y solo puede mirar. Nicholson muere y Jonesy, en cambio, ve a Leeann pelear contra ellos, pero ella se cansa, cae y también muere. Jonesy luego declara su falla a la cámara y se suicida con una pistola cuando un zombi lo agarra.
Las imágenes a lo largo de la película, muestran a soldados con equipo de materiales peligrosos reuniendo a los sobrevivientes y matándolos para evitar una mayor infección, revelan que son Jones, Maddox, Carter y Kayne, enfrentando el daño psicológico de sacrificar a posibles inocentes y quemar sus restos durante un tiempo en que la infección fue no está claro Por última vez, una cámara parpadea.
El final de la película prescinde del enfoque de metraje encontrado y se presenta en un estilo de cine tradicional, mostrando a Maddox como el único sobreviviente del grupo. Caminando por la playa al amanecer, se siente atraído por estar vivo ya que la belleza del amanecer le da un futuro incierto. En la costa se topa con otros sobrevivientes, un esposo y su esposa embarazada, quienes le suplican ayuda después de revelar que habían venido al Reino Unido en busca de refugio de su ciudad destruida de Rotterdam en Holanda. Revelan que les dijeron que el Reino Unido estaba a salvo y que los sobrevivientes se estaban reuniendo allí. Le piden a Maddox que los ayude.

## Reparto
- Vicky Araico como Kayne
- Hiram Bleetman como Manny
- Tobias Bowman como Nicholson
- Philip Brodie como Maddox
- Criselda Cabitac como Sandra
- Okorie Chukwu como Carter
- Marshall Griffin como Andrews
- Russell Jones como Goke
- Josh Myers como Curtis
- Rob Oldfield como Jonesy
- Alix Wilton Regan como Leeann
- Craig Stovin como Tom
- Aj Williams como Snake

## Recepción
La película recibió críticas algo mixtas. Aint It Cool News dijo: “Zombie Diaries 2, como su predecesora, es tu película de zombis de mayor calidad. El gore es de primera. Hay bastantes escenas con verdaderos sustos. Y, por supuesto, es un buen homenaje a la trilogía Dead original con una adherencia a las reglas de zombis de Romero”. TimeOut le dio a la película tres estrellas de cinco, afirmando que, en comparación con la primera película, “los valores de producción en general son más elegantes; y el manejo de los codirectores Michael Bartlett y Kevin Gates del escenario apocalíptico implacablemente sombrío es más seguro”.
También ha recibido críticas negativas, recibiendo una estrella de cinco posibles de The Independent y con Gorepress declarando "World of the Dead: The Zombie Diaries 2 tampoco mejora los errores de su predecesor: la actuación sigue siendo impactante en algunos lugares, el maquillaje insuficiente, los sustos casi inexistentes, la trama demacrada y la portada y el título del DVD son una vez más terriblemente engañosos. lo golpearon, pero nunca vemos ningún otro lugar que no sea Bedfordshire y el edificio más grande que presenciamos es un viejo granero... que ni siquiera está en ruinas". The Guardian lo describió como "aún menos necesario que otro drama carcelario", mientras que flickeringmyth.com dice: "Los zombis mismos se sentían muy poco amenazadores. Casi se sentía como si simplemente organizaran un flash mob con armas de fuego y lo dejaran así", y "Hay un par de escenas de violación, francamente, innecesarias ( uno sobre una mujer zombi...) que parecía que Bartlett y Gates querían hacer algún tipo de película de venganza por violación, pero se dieron por vencidos y trabajaron con zombis en ella", antes de concluir que "World of the Dead: Zombie Diaries 2 se siente como una enorme pérdida de tiempo".